# Stijn Jaspers
Augustinus Antonius Maria (Stijn) Jaspers (Raalte, 23 juni 1961 – Clemson, 18 oktober 1984) was een Nederlandse atleet, die gespecialiseerd was in de middellange en lange afstand. Hij werd tweemaal Nederlands kampioen en nam eenmaal deel aan de Olympische Spelen.

## Biografie
In februari 1980 sloot Jaspers zich aan bij AV Haarlem; hij was afkomstig uit de hockey-, basketbal- en cricketwereld. Op 13 april 1980 liep hij voor de club zijn eerste 1500 meterwedstrijd en won gelijk met een halve baan voorsprong in 4.08,2. Na de finish was hij nog opmerkelijk fris. In september 1982 vertrok hij naar de Verenigde Staten om te gaan trainen en studeren aan de universiteit in Clemson (South Carolina).
Stijn Jaspers boekte zijn eerste nationale succes in 1983 door Nederlands kampioen te worden op de 1500 en de 5000 m. In 1984 vertegenwoordigde hij Nederland op de 5000 m bij de Olympische Spelen van Los Angeles. Hij werd in de series uitgeschakeld met een tijd van 13.58,51.
Op 18 oktober 1984 werd Stijn Jaspers dood aangetroffen in zijn kamer in het Amerikaanse Clemson. Later werd vastgesteld dat zijn hart het door een acute hartritmestoornis had begeven. Dat was weer het gevolg van aangeboren afwijkingen in de kransslagader.
Zijn broer, Paul Jaspers, was eveneens een atleet.

## Nederlandse kampioenschappen
| Onderdeel | Jaar |
| --------- | ---- |
| 1500 m    | 1983 |
| 5000 m    | 1983 |

## Persoonlijke records
| Onderdeel   | Prestatie | Datum            | Plaats   |
| ----------- | --------- | ---------------- | -------- |
| 800 m       | 1.50,6    | 8 juli 1981      | Papendal |
| 1500 m      | 3.40,29   | 12 juli 1983     | Hengelo  |
| 1 Eng. mijl | 3.57,28   | 25 augustus 1982 | Koblenz  |
| 2000 m      | 5.05,9    | 17 augustus 1983 | Papendal |
| 3000 m      | 7.47,4    | 24 augustus 1984 | Brussel  |
| 5000 m      | 13.24,46  | 2 juni 1984      | Leuven   |